# Reprezentacja Chorwacji w koszykówce mężczyzn
Reprezentacja Chorwacji w koszykówce mężczyzn – drużyna, która reprezentuje Chorwację w koszykówce mężczyzn. Za jej funkcjonowanie odpowiedzialny jest Chorwacki Związek Koszykówki (HKS). Dziewięciokrotnie brała udział w Mistrzostwach Europy, zdobywając brązowe medale w 1993 i 1995. Wystąpiła również trzykrotnie na Igrzyskach Olimpijskich, zdobywając srebrny medal w 1992. Reprezentacja ta ma za sobą również dwa starty w Mistrzostwach Świata, gdzie jej najlepszym wynikiem był brązowy medal w 1994 roku.

## Udział w międzynarodowych turniejach

### Igrzyska olimpijskie
| 1936 | Nie brała udziału, była częścią Królestwa Jugosławii | Nie brała udziału, była częścią Królestwa Jugosławii |
| 1948 | Nie brała udziału, była częścią SFRJ                 | Nie brała udziału, była częścią SFRJ                 |
| 1952 | Nie brała udziału, była częścią SFRJ                 | Nie brała udziału, była częścią SFRJ                 |
| 1956 | Nie brała udziału, była częścią SFRJ                 | Nie brała udziału, była częścią SFRJ                 |
| 1960 | Nie brała udziału, była częścią SFRJ                 | Nie brała udziału, była częścią SFRJ                 |
| 1964 | Nie brała udziału, była częścią SFRJ                 | Nie brała udziału, była częścią SFRJ                 |
| 1968 | Nie brała udziału, była częścią SFRJ                 | Nie brała udziału, była częścią SFRJ                 |
| 1972 | Nie brała udziału, była częścią SFRJ                 | Nie brała udziału, była częścią SFRJ                 |
| 1976 | Nie brała udziału, była częścią SFRJ                 | Nie brała udziału, była częścią SFRJ                 |
| 1980 | Nie brała udziału, była częścią SFRJ                 | Nie brała udziału, była częścią SFRJ                 |
| 1984 | Nie brała udziału, była częścią SFRJ                 | Nie brała udziału, była częścią SFRJ                 |
| 1988 | Nie brała udziału, była częścią SFRJ                 | Nie brała udziału, była częścią SFRJ                 |
| 1992 | Awans                                                | II miejsce                                           |
| 1996 | Awans                                                | VII miejsce                                          |
| 2000 | Nie zakwalifikowała się                              | Nie zakwalifikowała się                              |
| 2004 | Nie zakwalifikowała się                              | Nie zakwalifikowała się                              |
| 2008 | Awans                                                | VI miejsce                                           |
| 2012 | Nie zakwalifikowała się                              | Nie zakwalifikowała się                              |
| 2016 | Awans                                                | V miejsce                                            |
| 2020 |                                                      |                                                      |

### Mistrzostwa Świata
- 1994 – 3. miejsce
- 1998 – Nie zakwalifikowała się
- 2002 – Nie zakwalifikowała się
- 2006 – Nie zakwalifikowała się
- 2010 – 14. miejsce
- 2014 – 10. miejsce

### Mistrzostwa Europy
- 1993 – 3. miejsce
- 1995 – 3. miejsce
- 1997 – 11. miejsce
- 1999 – 11. miejsce
- 2001 – 7. miejsce
- 2003 – 11. miejsce
- 2005 – 7. miejsce
- 2007 – 6. miejsce
- 2009 – 6. miejsce
- 2011 – 13. miejsce
- 2013 – 4. miejsce
- 2015 – 9. miejsce